# الکس ترنر
الکساندر دیوید ترنر (متولد ۶ ژانویه ۱۹۸۶) یک موسیقیدان، خواننده، ترانه‌سرا و تهیه‌کننده موسیقی انگلیسی است. او بیشتر به عنوان پیشگام، خواننده و ترانه‌سرای اصلی گروه راک آرکتیک مانکیز شناخته می‌شود که با آنها هفت آلبوم منتشر کرده‌است. او همچنین گروه دیگری به نام د لست شدو پاپتس دارد و به عنوان یک هنرمند انفرادی هم آهنگ ضبط کرده‌است. ترنر در یورکشر جنوبی، شفیلد بزرگ شده‌است. هنگامی که ۱۶ ساله بود با سه نفر از دوستانش آرکتیک مانکیز را تشکیل داد.
اولین آلبوم آن‌ها، هرچه که مردم بگویند هستم، همان چیزی‌ست که نیستم بیشترین فروش آلبوم‌های آغازین را در تاریخ انگلیس از آن خود کرد و رتبهٔ سی‌ام را در بهترین آلبوم‌های آغازین تاریخ رولینگ استونز به خود اختصاص داد. آلبوم‌های بعدی گروه Favourite Worst Nightmare (۲۰۰۷)، هومبوگ (۲۰۰۹)، Suck It and See (۲۰۱۱)، ای‌ام (۲۰۱۳) و (Tranquility Base Hotel & Casino(۲۰۱۸ و (The Car (۲۰۲۲ هستند که در آن‌ها سبک‌های دزرت راک، ایندی پاپ، آر اند بی و موسیقی لانژ درآمیخته شده‌اند. آرکتیک مانکیز در فستیوال گلاستونبری در سال‌های ۲۰۰۷ و ۲۰۱۳ حضور داشتند و همچنین در مراسم افتتاحیه بازی‌های المپیک تابستانی ۲۰۱۲ اجرا کردند. ترنر و مایلز کین دو آلبوم ارکسترال پاپ (۲۰۰۸ و ۲۰۱۶) منتشر کرده‌اند. ترنر به عنوان یک هنرمند انفرادی برای فیلم زیردریایی (۲۰۱۰) آهنگ و موسیقی متن نوشته و تهیه کرده است. او همچنین در اولین آلبوم خواننده آمریکایی الکساندرا سیویر به عنوان ترانه‌سرا و تهیه کننده همکاری کرده است.

## زندگی‌نامه
اوایل زندگی
ترنر در ۶ ژانویه ۱۹۸۶ در شفیلد متولد شد. او تنها فرزند پنی و دیوید ترنر، دبیران دبیرستان است و در ناحیه ‌های‌گرین (High Green) شفیلد بزرگ شد. والدین او پیشینهٔ بسیار متفاوتی دارند. مادرش اهل امرشام، باکینگهام‌شر است و به تدریس زبان آلمانی پرداخت و به قولی «شیدای زبان» بود. پدرش اهل شفیلد و دبیر فیزیک و موسیقی است. والدین ترنر هر دو از طرفداران موسیقی بودند و او اولین خاطرات موسیقی اش را با بیتلز و بیچ بویز به یاد می‌آورد. هنگام سفر با خودرو، مادرش به آهنگ‌های لد زپلین ،دیوید بویی و ایگلز گوش می‌داد. پدرش طرفدار جاز و موسیقی سوینگ به خصوص فرانک سیناترا بود و قبلاً عضوی از بیگ بند بوده و ساکسوفون، ترامپت و پیانو می‌نواخته‌است.
ترنر توسط پدرش تا هشت سالگی با پیانو خانوادگیشان آموزش دید و با اینکه به صورت حرفه ای نواختن پیانو را یاد گرفت، ساخت موسیقی را از وقتی شروع کرد که در ۱۵ سالگی خود یک گیتار دریافت کرد. از پنج سالگی، ترنر با همسایهٔ کناری شان، درامر گروه آرکتیک مانکیز مت هلدرز بزرگ شد و با هم به دبستان، راهنمایی، دبیرستان و کالج رفتند. در مراسم فارغ‌التحصیلی دبیرستان، ترنر و هلدرز به چند نفر از دوستانشان هنگام اجرای آهنگ "morning glory" از گروه oasis که به صورت لب زنی بود پیوستند. هلدرز نقش لیام گلگر را بازی کرد درحالی که ترنر با یک راکت تنیس تظاهر به نواختن بیس گیتار می‌کرد.
آن دو در دبیرستان با اندی نیکلسون آشنا شدند و سه دوست، به خاطر چیزهای مشترک مورد علاقه شان مثل رپرهایی همچون دکتر دره، وو تنگ گلن، outkast و roots manuva به هم نزدیک تر شدند. آن‌ها وقتشان را با بسکتبال، اسکیت بورد، دوچرخه سواری و ساختن بیت‌های هیپ هاپ با وسایل و تجهیزات پدر ترنر گذراندند.
ترنر و دوستانش به دنبال پیشرفت ناگهانی استروکز در ۲۰۰۱ به موسیقی راک علاقمند شدند. پدرش وقتی پانزده ساله بود به او اجازه داد یکی از گیتارهای مدرسه را قرض بگیرد تا چند آکورد یاد بگیرد و کریسمس همان سال پدر و مادرش برایش یک گیتار الکتریک خریدند.
ترنر از سال ۱۹۹۷ تا ۲۰۰۲ در دبیرستان stocksbridge تحصیل کرد. معلم سابقش مارک کلمن، او را با استعداد، درخشان و محبوب توصیف می‌کند و معتقد است که او در ورزش از موسیقی بهتر عمل می‌کرد.
معلم انگلیسی و تئاترش سایمون بیکر، از او به عنوان یک دانش آموز باهوش یاد می‌کند که تودار و کمی متفاوت بود. همچنین نسبت به درس‌ها بسیار آسان گیر بود که همین منجر به نگرانی مادرش و انتقاد سایر معلم‌ها شد.
با اینکه در خانه شان کتاب پیدا می‌شد اما ترنر به صورت منظم مطالعه نمی‌کرد و آن قدر خجالتی بود که نوشته‌هایش را هم به کسی نشان نمی‌داد. با این حال از درس‌های ادبیات انگلیسی لذت می‌برد.
بعد از دبیرستان، از سال ۲۰۰۲ تا ۲۰۰۴ به کالج بارنسلی رفت و به تحصیل تکنولوژی موسیقی، مطالعات رسانه‌ای، زبان انگلیسی، عکاسی و روان‌شناسی پرداخت. 
تشکیل گروه آرکتیک مانکیز (۲۰۰۲-۲۰۰۴)
ترنر در ۱۵ سالگی اخر هفته‌های خود را با دوستان خود به نوشیدن آب سیب می‌گذراند. جو‌ کارنال، یکی از دوستان دوران مدرسه‌اش، ترنر را “فرد ساکت جمع دوستان” توصیف کرده‌است. بعد از این که دوستانشان به تشکیل گروه و اجرای موسیقی زنده پرداختند، ترنر، هلدرز و نیکلسون در اواسط سال ۲۰۰۲ تصمیم به تشکیل گروه خود گرفتند. به گفته نیکلسون، ترنر   به دلیل شغل پدرش دارای وسایل موسیقی در خانه خود بود و با پایه‌های نوازندگی آشنا بود. هلدرز یک کیت درام خرید و ترنر به نیکلسون پیشنهاد یادگیری گیتار بیس داد. او همچنین جیمی کوک، همسایه خود که به مدرسه دیگری میرفت را دعوت کرد تا نقش گیتاریست گروه را به عهده بگیرد. در ابتدا ترنر خود به نواختن گیتار پرداخت اما وقتی دو عضو دیگر خوانندگی را نپذیرفتند، ترنر تبدیل به خواننده اصلی گروه شد. هلدرز از ابتدا ترنر را به عنوان ترانه‌سرا در نظر داشت (“میدانستم او در کلمات  استعداد دارد”) و ترنر به مرور زمان ترانه‌های خود را با آنان به اشتراک می‌گذاشت. قبل از اولین اجرای زنده خود، گروه به مدت یکسال در گاراژ خانه ترنر و سپس در یک خانه بدون استفاده تمرین کردند. به گفته مادر هلدرز، کسی که با ماشین سه بار در هفته آنان را به محل تمرین می‌برد و برمی‌گرداند، “اگر آن‌ها می‌فهمیدند که کسی آنجاست، تمرین خود را متوقف می‌کردند.” اولین اجرای زنده‌شان در ۱۳ ژوئن ۲۰۰۳ روز جمعه در یک بار محلی به عنوان حامی گروه دیگری بود. آنها چهار آهنگ خودشان را همراه با کاور چهار آهنگ دیگر از گروه‌های بیتلز ، آندرتونز ، داتسانز و وایت استریپز اجرا کردند و بخشی از آن را ضبط کردند. در تابستان ۲۰۰۳، پس از ملاقات جان مک‌کلور در یک اتوبوس، ترنر در هفت اجرای زنده گروه جودان سوکی در یورک و لیورپول نقش گیتاریست ریتم را داشت. آگوست همان تابستان وقتی با گروه جودان سوکی مشغول ضبط یک دمو‌ در استودیو 2fly شفیلد بودند، ترنر از تهیه کننده موسیقی آلن اسمیت پرسید که آیا تمایل به ضبط یک دمو برای گروه آرکتیک مانکیز را دارد یا نه. اسمیت پذیرفت و بعدا گفت:”می‌دانستم که آنها منحصر به فرد هستند. در همان جلسه اول ضبط به ترنر گفتم با لهجه آمریکایی نخواند.”
اسمیت آنان را به گروه مدیریت ایان مک‌اندرو و جف بارادیل معرفی کرد و آنان هزینه ضبط موسیقی گروه را بین سالهای ۲۰۰۳ و ۲۰۰۴ پرداختند. ترنر در جلسات ضبط در استودیو ساکت و مراقب بود و به گفته اسمیت “هروقت کسی می‌آمد، ترنر قبل از حرف زدن، می‌نشست و به آنها گوش میداد.”
در اتاق تمرینشان در استودیو یلوآرک، گروه آرکتیک مانکیز به سخت‌کوشی خود شهرت یافتند و صاحب آنجا وسایل تور کنسرت را در اختیار آنان قرار داد و همسر او نیز به ترنر در خوانندگی‌اش کمک کرد. بارادیل آنان را به شمال انگلیس، میدلندز و اسکاتلند برد تا به عنوان یک گروه زنده شناخته شوند. پس از هر اجرای زنده، گروه به حضار سی‌دی‌های رایگان از دمو‌های موسیقی خود می‌داد و طرفداران آنها را به صورت آنلاین به اشتراک می‌گذاشتند. در اواسط سال ۲۰۰۴ ترنر تحصیلات کالج خود را به پایان رساند و برای تمرکز بر روی گروه موسیقی، برنامه های خود را برای رفتن به دانشگاه منچستر یکسال به تعویق انداخت. او به عنوان یک بارتندر نیمه وقت در محل اجرای موسیقی بوردواک در شفیلد شروع به کار کرد و آنجا افراد سرشناسی را مثل موسیقی‌دان انگلیسی ریچارد هاولی و شاعر انگلیسی جان کوپر کلارک ملاقات کرد.
در اواخر سال ۲۰۰۴، افراد حاضر در اجراهای آرکتیک مانکیز شروع به همراهی در خواندن آهنگ‌هایشان کردند و دمو تک آهنگ “I bet you look good on the dancefloor” (“شرط می‌بندم در زمین‌رقص خوب به نظر می‌رسی”) توسط زین لو، دی‌جی رادیو بی‌بی‌سی در رادیو پخش میشد.
رسیدن به شهرت (۲۰۰۵-۲۰۰۷)
در اوایل سال ۲۰۰۵، توجهات به آرکتیک مانیکز در بریتانیا جلب شد. در آپریل، روزنامه دیلی‌استار آنان را “هیجان‌انگیز ترین گروهی که امسال ظهور می‌کند” خواند. آنان اولین EP خود را که شامل تک آهنگ “Fake Tales of San Francisco” (داستان‌های دروغین از سان‌فرانسیسکو) بود به صورت مستقل و توسط خودشان منتشر کردند و شروع به برگزاری تور کنسرت در انگلستان نمودند. در ژوئن، در میان تقاضای بالای رکورد لیبل‌ها برای بستن قرارداد با گروه، آنان تصمیم گرفتند با لیبل مستقل “دومینو” قرارداد ببندند. پس از جلساتی با تهیه‌کنندگان موسیقی جیمز فورد و مایک کراسی، یک آلبوم با تهیه‌کنندگی جیم ابیس در حومه لینکلن‌شر ضبط کردند.
در اکتبر، تک آهنگ “I bet you look good on the dancefloor” در چارت سینگل‌های انگلستان به رتبه نخست دست یافت. در ژانویه سال ۲۰۰۶، اولین آلبوم گروه “Whatever People Say I Am, That’s What I’m Not” منتشر شد و به رتبه نخست چارت‌های انگلستان رسید. اشعار ترنر که در حوزه زندگی شبانه و نوجوانانه در شفیلد بود به طور گسترده مورد تحسین قرار گرفت. کلفا سانه، منتقد نیویورک‌ تایمز، نوشت: “اشعار آقای ترنر لایق صبر کردن و حفظ کردن هستند… او روش عجیبی برای برانگیختن فرهنگ جوانان انگلیسی شمالی دارد در حالی که نه آن را رمانتیک جلوه می‌دهد و نه آن را تمسخر می‌کند.” از نظر موسیقایی، الکسیس پتریدیس از نشریه گاردین خاطرنشان کرد که این آلبوم تحت تأثیر گروه‌های گیتار "از پنج سال گذشته است... به طرز هیجان‌انگیزی، موسیقی آنها به دلیل ندانستن پیچیدگی‌های تاریخ راک پوزش‌آمیز به نظر نمی‌رسد."
این آلبوم پرفروش‌ ترین اولین آلبوم در تاریخ موسیقی بریتانیا بود و به سرعت به یک پدیده فرهنگی تبدیل شد. ترنر توسط رسانه های انگلیسی به عنوان "صدای یک نسل" مورد استقبال قرار گرفت. با این حال، در مصاحبه‌ها، او به عنوان فردی ساکت و ناخوشنود از توجه توصیف شد. گروه هیاهویی که آنان را در برگرفته بود را رد کرد و به گفته کوک، هدف آنها این بود که "مانند کلش رشد کنند. وقتی شروع کردند، یک رکورد بسیار ابتدایی و پانکی بود. سپس شروع به بلند شدن و حرکت در مسیرهای زیادی کردند. این چیزیست که ما می‌خواهیم."  کمتر از دو ماه پس از انتشار آلبوم، ترنر اعلام کرد که ترانه‌سرایی الهام گرفته از شفیلد "یک کتاب بسته" است: "ما در حال حرکت هستیم و به چیزهای مختلف فکر می کنیم."  سال‌ها بعد، ترنر گفت که توجه در این دوره او را "کمی ترسان یا عصبی کرد": "ما افراد زیادی را بیرون گذاشتیم، فقط برای اینکه سعی کنیم به نوعی کنترل را حفظ کنیم."  گروه بسیاری از فرصت‌های تبلیغاتی را رد کرد و به سرعت مطالب جدیدی را منتشر کرد - یک EP با پنج آهنگ “?Who the Fuck Are Arctic Monkeys” در آپریل، و یک تک آهنگ مستقل، "Leave Before the Lights Come On"، در آگوست. در آن تابستان، گروه تصمیم گرفت نیک اومالی، یکی دیگر از دوستان دوران کودکی خود را به طور دائم جایگزین نیکلسون، که به دلیل «خستگی» یک تعطیلات توری گرفته بود، بکند. نیکلسون در یک جلسه گروهی مطلع شد، که طی آن "ال (الکس) صحبت کرد."  ترنر و نیکلسون به مدت دو سال با هم صحبت نکردند اما بعداً دوستی خود را ترمیم کردند.
دومین آلبوم گروه به اسم Favorite Worst Nightmare، به تهیه کنندگی جیمز فورد و مایک کراسی در لندن، در آپریل ۲۰۰۷، کمی بیش از یک سال پس از اولین آلبوم آنان، منتشر شد. تا کنون (۲۰۲۲) فورد تهیه کنندگی تمامی پروژه‌های ترنر را به عهده داشته‌است. از نظر شعر، این آلبوم به وصف شهرت، عشق و اندوه می‌ پردازد. ترنر همراه با جوهانا بنت آهنگ "Fluorescent Adolescent" را نوشتند. مارک هوگان از Pitchfork در حالی که علاقه‌ای به آهنگ‌های مربوط به شهرت نداشت، گفت که این آلبوم "استعداد معمول ترنر برای تصاویر زنده" را نشان می دهد و "عمق احساسی جدید" را بررسی می کند. پتریدیس از گاردین خاطرنشان کرد که گروه "به آرامی اما با اعتماد به نفس به مرزهای صدای خود فشار می آوردند"، با نشانه هایی از "سایکودلی بی‌روح" و "متال درایو".  این آلبوم از لحاظ تجاری موفق بود و در بریتانیا در رتبه اول قرار گرفت، در حالی که آرکتیک مانیکز‌ در تابستان ۲۰۰۷ سرفصل جشنواره موسیقی گلستونبری، یکی بزرگترین فستیوال‌های موسیقی دنیا و بزرگترین بریتانیا، بود. همچنین در آن سال، ترنر شروع به همکاری با هنرمندان دیگر کرد. او با رپر Dizzee Rascal در آهنگ  Temptation” B-side” کار کرد که نسخه ای از آن در آلبوم Rascal Maths and English نیز به چشم می خورد. او  پس از اینکه برای مدت کوتاهی با جان مک‌کلور، در یک آپارتمان در شفیلد زندگی کرد، سه آهنگ را در اولین آلبوم Reverend و The Makers به نام The State Of Things نوشت. از دیگر خواننده های شفیلد، ریچارد هاولی، در آهنگ B-side “Bad  Woman” گروه حضور داشت و به عنوان بخشی از یک فیلم کنسرت به کارگردانی ریچارد آیواده با گروه در منچستر آپولو اجرا کرد. ترنر همچنین اعلام کرد که قصد دارد یک گروه پروژه جانبی به نام The Last Shadow Puppets با فورد و مایلز کین که در اواسط سال 2005 طی یک تور دوست شده بود تشکیل دهد.
تجربیات موسیقیایی (۲۰۰۸-۲۰۱۱)
اولین آلبوم The Last Shadow Puppets به اسم The Age of the Understatement، در آپریل ۲۰۰۸، اندکی پس از نقل مکان ترنر از شفیلد به شرق لندن، منتشر شد. این آلبوم که توسط ترنر و کین نوشته شده بود، در دره لوآر، فرانسه ضبط شد و سازهای زهی توسط اوون پالت به نمایش درآمد. هوگان از Pitchfork خاطرنشان کرد که از نظر شعر، ترنر "از قلم موها با جزئیات انسان شناختی خود در قطب شمال به سمت ژست های جسورانه و سینمایی حرکت می کرد."  پتریدیس از گاردین "شوق شنیدنی یک هنرمند را که دامنه اش را گسترش می دهد" و "بی باکی خاصی در نمایش" را ستود. ترنر در طول تور با ارکستر فیلارمونیک لندن گفت که حضور کین به او “جایی برای پنهان شدن” روی صحنه می‌دهد. The Last Shadow Puppets با حضور مت هلدرز و جک وایت، اجرای غافلگیرکننده‌ای در جشنواره گلستونبری ارائه کردند. آلیسون ماشارت با گروه در المپیا در پاریس اجرا کرد و آواز یک B-side را فراهم کرد. همچنین در سال ۲۰۰۸، ترنر یک گروه کاور را با Dev Hynes برای یک برنامه نمایشی در لندن تشکیل داد و یک شعر به اسم "A Choice of Three" را برای آلبوم تلفیقی مت هلدرز “Late Night Tale” ضبط کرد.
ترنر Humbug، سومین آلبوم گروه را که در آگوست ۲۰۰۹ منتشر شد، به عنوان "نقطه عطف عظیم" در کار گروه توصیف کرده است. آنها به جاشوا تری، کالیفرنیا سفر کردند تا با تهیه کننده جاش هوم از Queens of the Stone Age کار کنند. این اولین تجربه گروه در کار در یک استودیو برای مدت طولانی بود. هوم می‌گوید صدای سنگین‌تر آلبوم توسط خود گروه آغاز شد، در حالی که او ترنر را تشویق کرد که تکنوازی‌های طولانی‌تر گیتار را بپذیرد و سبک جدید آواز خواندن خود را توسعه دهد. پتریدیس از گاردین برخی از اشعار را "بیش از حد مورب برای ارتباط‌گیری" یافت، اما تحت تاثیر "میل به پیشرفت" گروه قرار گرفت. او “Cornerstone” را “نمایش خیره‌کننده‌ای از آنچه ترنر می‌تواند انجام دهد” توصیف کرد: تداعی فوق‌العاده شوخ‌آمیز و سوزناک از عشق از دست رفته. جو تانگاری از Pitchfork احساس کرد که این آلبوم "گسترش مشروع زرادخانه ترانه سرایی گروه" است و "Cornerstone" را به عنوان نقطه برجسته توصیف کرد. در خلال وقفه‌ای در تور بریتانیای این آلبوم، ترنر به ریچارد هاولی روی صحنه در کنسرت خیریه لندن پیوست و یک مجموعه آکوستیک هفت آهنگ را نواخت. هوم برای اجرای زنده در پایونیرتاون، کالیفرنیا پیوست.
ترنر زمانی که در بروکلین، نیویورک زندگی می کرد، جایی که در بهار ۲۰۰۹ نقل مکان کرد، یک موسیقی متن آکوستیک برای فیلم سینمایی زیردریایی (۲۰۱۰) نوشت ‌که در مارس ۲۰۱۱ به عنوان یک EP منتشر شد. کارگردان ریچارد آیواد در ابتدا برای خواندن نسخه های کاور به ترنر مراجعه کرد اما در عوض، ترنر شش آهنگ اصلی را در لندن ضبط کرد که جیمز فورد و بیل رایدر جونز آن را همراهی می کردند. دو تا از آهنگ‌ها قبلا نوشته شده بود. ترنر بقیه را پس از تماشای بخش‌های ضبط شده فیلم نوشت. آهنگ‌ها در دنیای فیلم به‌عنوان میکس‌تیپ ساخته شده توسط پدر شخصیت اصلی وجود داشتند. پل تامپسون از Pitchfork احساس می‌کرد که «ذهن و هوش و ذکاوت ترنر برای جزئیات» یک «تصویر لطیف» از عدم اطمینان نوجوانان ایجاد کرده است. بن والش از ایندیپندنت گفت که موسیقی متن «نفیس» و «یادآور کار کت استیونز بر فیلم هارولد و ماد» است. در سال ۲۰۱۴، موسیقی متن زیردریایی در لیست ۱۰۰ موسیقی متن عاشقانه تایمز قرار گرفت. ترنر همچنین شش آهنگ برای اولین آلبوم انفرادی مایلز کین Color of the Trap (۲۰۱۱)نوشت و تک آهنگ مستقل کین "First of My Kind" (2012) را نوشت.
ترنر Suck It and See چهارمین آلبوم گروه را در نیویورک نوشت و با هم گروهیانش و جیمز فورد برای جلسات ضبط در لس آنجلس ملاقات کرد. مارک هوگان از Pitchfork از "تصنیف پاپ مستقل" و "گلم-راک عضلانی" آلبوم لذت برد.  پتریدیس از گاردین خاطرنشان کرد که سبک غزلی جدید ترنر از "کلمات بازی غلیظ و دیلانسکی دشوار است. در اغلب موارد، او آن را انجام می‌دهد. عبارات به زیبایی تغییر یافته و مشاهدات نافذ وجود دارد."  ریچارد هاولی با همکاری گروه B-side، "You and I"، آهنگسازی و آهنگسازی کرد و این آهنگ را با گروه در المپیا در پاریس اجرا کرد. ترنر به الویس کاستلو روی صحنه در نیویورک پیوست تا "Lipstick Vogue" را بخواند.  
• ویکی‌پدیا انگلیسی